# Bit-Bahiani

Mapa starożytnego Bliskiego Wschodu ok. 1000-800 p.n.e. z zaznaczonymi najważniejszymi aramejskimi i nowohetyckimi państewkami

Bit-Bahiani – starożytne aramejskie państewko w północnej Mezopotamii, położone w dolinie rzeki Chabur. Jego stolicą była Guzana (biblijne Gozan, obecnie stanowisko archeologiczne Tell Halaf).
Bit-Bahiani wzmiankowane jest po raz pierwszy w inskrypcjach asyryjskiego króla Adad-nirari II (911-891 p.n.e.). Jeden z późniejszych asyryjskich władców, Aszur-nasir-apli II (883-859 p.n.e.), otrzymać miał dwukrotnie trybut od władców Bit-Bahiani, najpierw w trakcie jednej ze swych wypraw w rejon Chaburu i później w trakcie jednej z wypraw do północnej Syrii. Do końca IX wieku p.n.e. Bit-Bahiani zostało włączone do imperium asyryjskiego, a miasto Guzana stało się stolicą jednej z asyryjskich prowincji.